# Hwasong 12
Le Hwasong-12 (dénomination américaine: KN-17) est un missile balistique à portée intermédiaire développé par la Corée du Nord. Le Hwasong-12 est dévoilé pour la première fois à la communauté internationale lors d'un défilé militaire le 14 avril 2017 célébrant le Jour du Soleil, anniversaire du fondateur de la Corée du Nord, Kim Il Sung. La Corée du Nord teste pour la première fois le Hwasong-12 le 30 janvier 2022.

## Conception

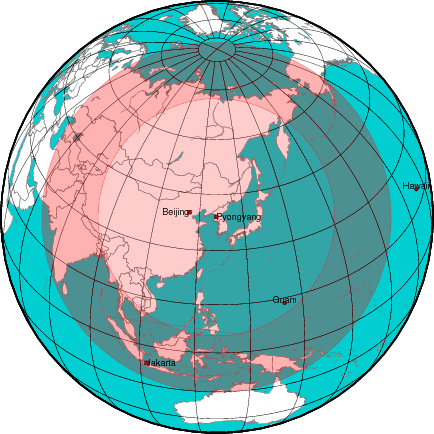
Portée opérationnelle maximale estimée du missile Hwasong-12 (KN-17): 3 700 kilomètres (cercle intérieur), 6 000 kilomètres (cercle extérieur)=;

D'après les photos du lancement du 14 mai 2017, le Hwasong-12 semble être une conception à un seul étage, utilisant un seul moteur principal et quatre moteurs vernier. Il pourrait être basé sur le moteur utilisé par l'ancien Hwasong-10 avec l'ajout de deux verniers supplémentaires.
Les premières estimations suggèrent que le Hwasong-12 aurait une portée maximale de 3 700 kilomètres avec une charge utile de 650 kilogrammes, de 4 500 kilomètres avec une charge utile de 500 kilogrammes.
Lors du défilé militaire d'avril 2017, le Hwasong-12 est exposé sur le lanceur mobile du Hwasong-10, il pourrait être destiné à remplacer le Hwasong-10, aux performances similaires, qui s'est révélé peu fiable lors de son programme de tests,.

### Hwasong-8
Dans la matinée du 27 septembre 2021, un missile Hwasong-8 est lancé depuis le comté de Ryongrim (en) et aurait atteint une vitesse hypersonique. Ankit Panda, chercheur à la Fondation Carnegie pour la paix internationale, déclare que le nouveau missile ressemble au propulseur du Hwasong-12 après inspection de la seule image du missile, mais que davantage d'images seraient nécessaires pour le confirmer. Il s'agit de l'une des cinq armes « les plus importantes » présentées dans le cadre d'un plan quinquennal lors du 8e Congrès du Parti des travailleurs de Corée, son développement aurait déjà été achevé. Les médias d'État nord-coréens le décrivent comme une arme d'une grande importance stratégique.
Le missile a apparemment suivi une trajectoire déprimée, en atteignant un altitude de 30 kilomètres pour une portée de 200 kilomètres. Il est probable qu'une partie de la trajectoire du missile aurait été indétectable au radar en raison de sa capacité à manœuvrer. Le test aurait confirmé son contrôle de navigation et sa stabilité, ainsi que la manœuvrabilité de guidage et les caractéristiques de vol de l’ogive planante hypersonique une fois libérée. Cependant, le missile n'aurait pas réussi à réaliser un vol hypersonique, les renseignements sud-coréens ayant déterminé qu'il n'avait atteint que Mach 2,5-3, alors que les armes hypersoniques sont considérées comme se déplaçant à une vitesse d'au moins Mach 5. Les données réelles sur le vol ne sont pas rendues publiques. Le Comité des chefs d'état-major interarmées sud-coréen estime que le Hwasong-8 en est alors à un stade précoce de développement et qu'il faudrait un "période de temps considérable" avant qu'il puisse être déployé au combat,. La Corée du Nord déclare que le missile a été « ampoulisé » : les vannes des ergols liquides sont scellées après le remplissage des réservoirs. Cela permet au carburant d'être stocké pendant des années et élimine le besoin de faire le plein avant le lancement, réduisant ainsi le temps de préparation nécessaire avant le tir.

## Liste des tests du Hwasong-12
| Test | Date                               | Lieu     | Résultat | Observations |
| ---- | ---------------------------------- | -------- | -------- | --- |
| 1    | 4 avril 2017 06h12 UTC+09:00       | Sinpo    | Échec    | Initialement signalé à tort comme une variante de SCUD, le missile parcourt une distance de 60 kilomètres avec un apogée de 189 kilomètres, et aurait "tourné" avant la fin du vol. |
| 2    | 15 avril 2017 05h51 UTC+09:00      | Sinpo    | Échec    | Initialement signalé à tort comme une variante de SCUD. Il aurait explosé 4,5 secondes après le lancement. |
| 3    | 28 avril 2017 05h33 UTC+09:00      | Pukchang | Échec    | Le missile aurait parcouru 40 kilomètres avant d'exploser. |
| 4    | 14 mai 2017 04h58 UTC+09:00        | Kusong   | Succès   | Le missile est tiré sur une trajectoire élevée avec un apogée de 2 111,5 kilomètres, pour atterrir à 787 kilomètres du point de tir dans la mer de Corée. |
| 5    | 29 août 2017 05h28 UTC+09:00,      | Sunan    | Succès   | Le missile est tiré sur une trajectoire normale avec un apogée de 550 kilomètres, il effectue une distance de 2 700 kilomètres (en survolant Hokkaido) et atterrit dans l'océan Pacifique à 1 180 kilomètres à l'est de l'île du nord du Japon. |
| 6    | 15 septembre 2017 06h27 UTC+09:00, | Sunan    | Succès   | Le missile est tiré sur une trajectoire normale avec un apogée de 770 kilomètres, il effectue une distance de 3 700 kilomètres (en survolant Hokkaido) et atterrit dans l'océan Pacifique à 2 200 kilomètres à l'est du cap Erimo. C'est la trajectoire la plus longue d'un missile nord-coréen à la date de lancement. |
| 7    | 30 janvier 2022 07h52 UTC+09:00    | Jagang   | Succès   | Le missile est tiré sur une trajectoire élevée avec un apogée de 2 000 kilomètres, pour atterrir à 800 kilomètres de là dans la mer de Corée. |

Trajectoire du Hwasong-12.

| 8    | 4 octobre 2022 07:23 UTC+09:00,    | Jagang   | Succès   | Le missile atteint un apogée de 970 kilomètres et atterrit à 4 500 kilomètres dans l'océan Pacifique, à l'est du Japon. Les photos montrent le missile avec une configuration de moteur et un système de contrôle de vecteur de poussée différents, une forme différente, peut-être une tête ou un véhicule de rentrée plus court, et peut-être un deuxième étage légèrement plus long. On ne sait donc pas si le test est celui d'un IRBM de "nouveau type" ou d'un Hwasong-12 modifié. Cette version démontre la capacité de délivrer une charge utile près de 20 % supérieure à celle des précédents missiles Hwasong-12. |

## Utilisateurs

Portée maximale estimée de certains missiles nord-coréens.

- Corée du Nord